# Nagyharsány
Nagyharsány ist eine ungarische Gemeinde im Kreis Siklós im Komitat Baranya.

## Geografische Lage
Nagyharsány liegt acht Kilometer östlich der Kreisstadt Siklós und fünf Kilometer südwestlich der Stadt Villány. Nachbargemeinden sind Kisharsány und Kistapolca.

## Geschichte
Nagyharsány wurde 1223 erstmals urkundlich erwähnt.

## Sehenswürdigkeiten
- Dániel-Tarnóczai-Gedenktafel
- Heimatgeschichtliche Sammlung
- Kristallhöhle
- Lajos-Kossuth-Denkmal, erschaffen 1907
- Naturschutzgebiet
- Reformierte Kirche, erbaut 1782 im barocken Stil, der Turm wurde 1900 hinzugefügt
- Römisch-katholische Kirche Magyarok Nagyasszonya, erbaut 1930
- Skulpturenpark
- Wandgemälde mit Mari Törőcsik und Tamás Cseh, erschaffen von Erik Novák
- Weinkeller und Presshäuser

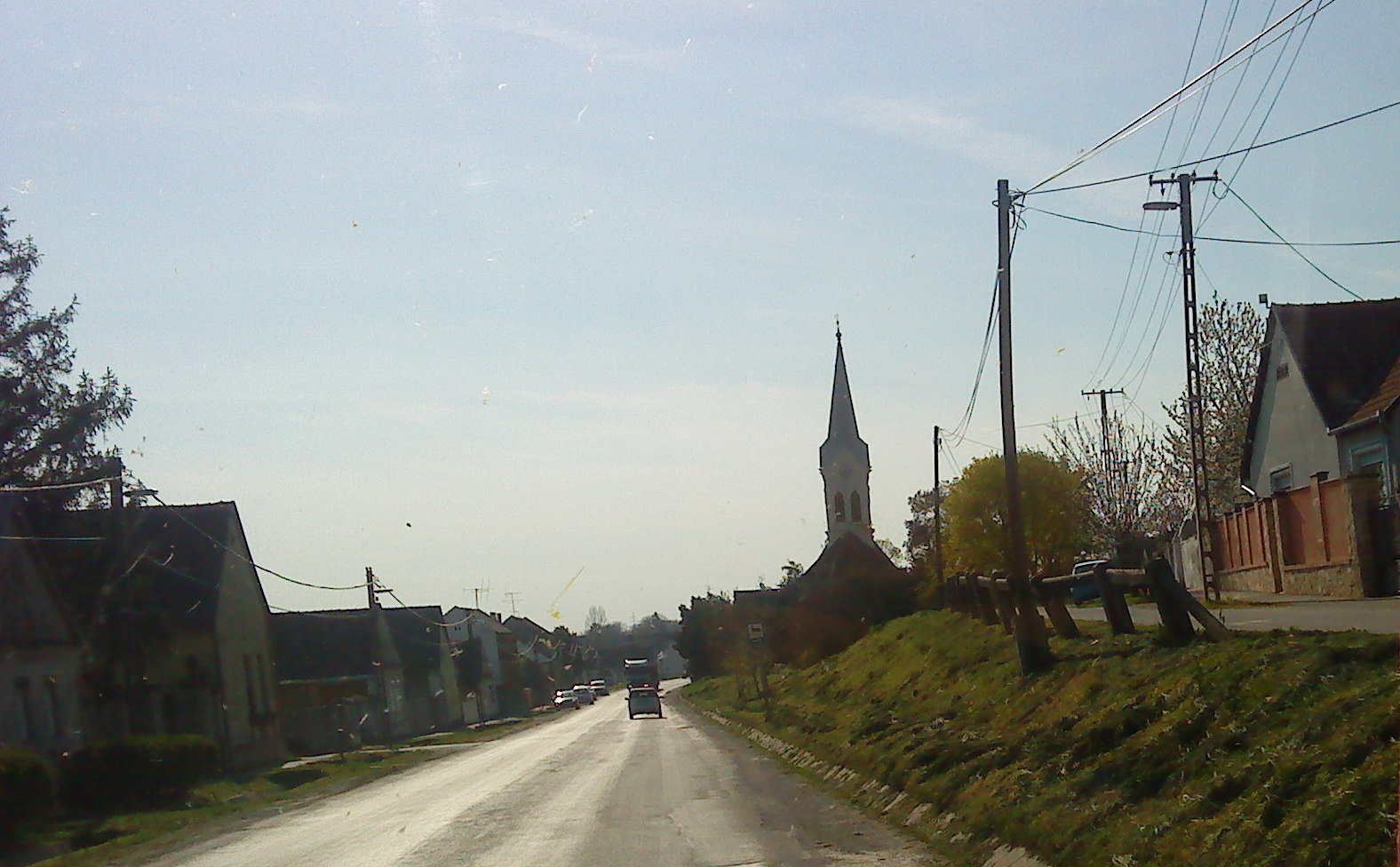
Straßenbild
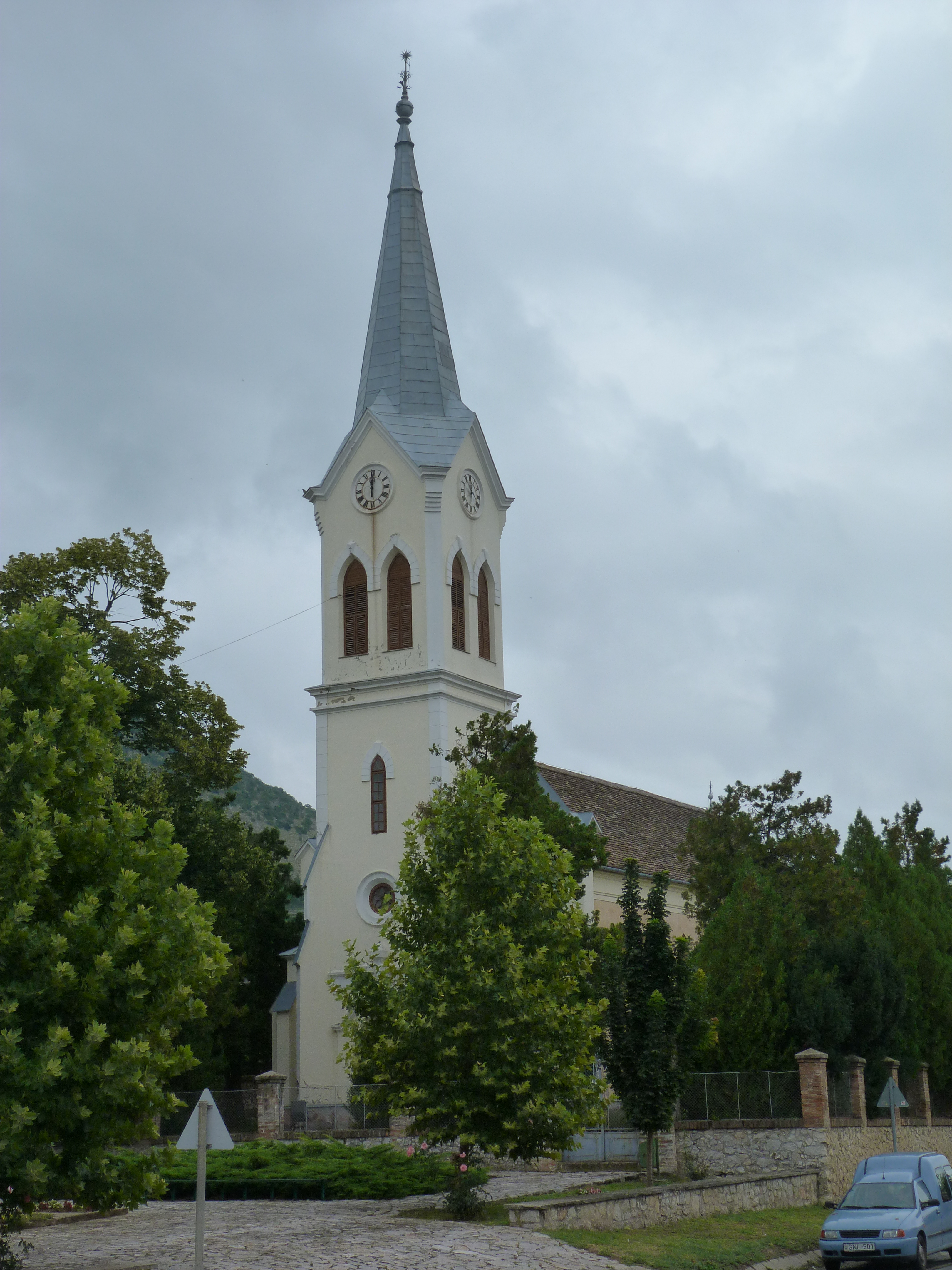
Reformierte Kirche
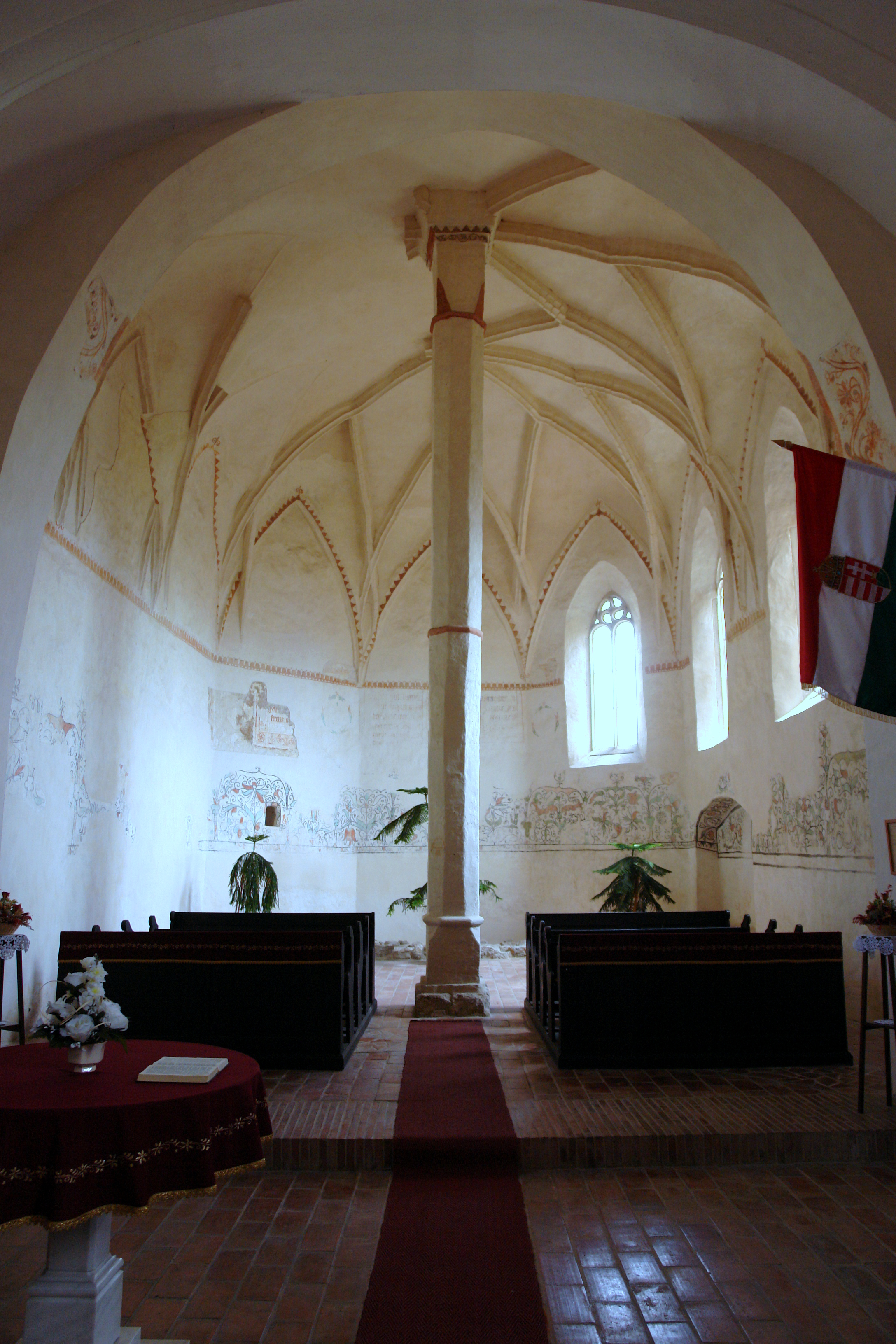
Innenraum der reformierten Kirche
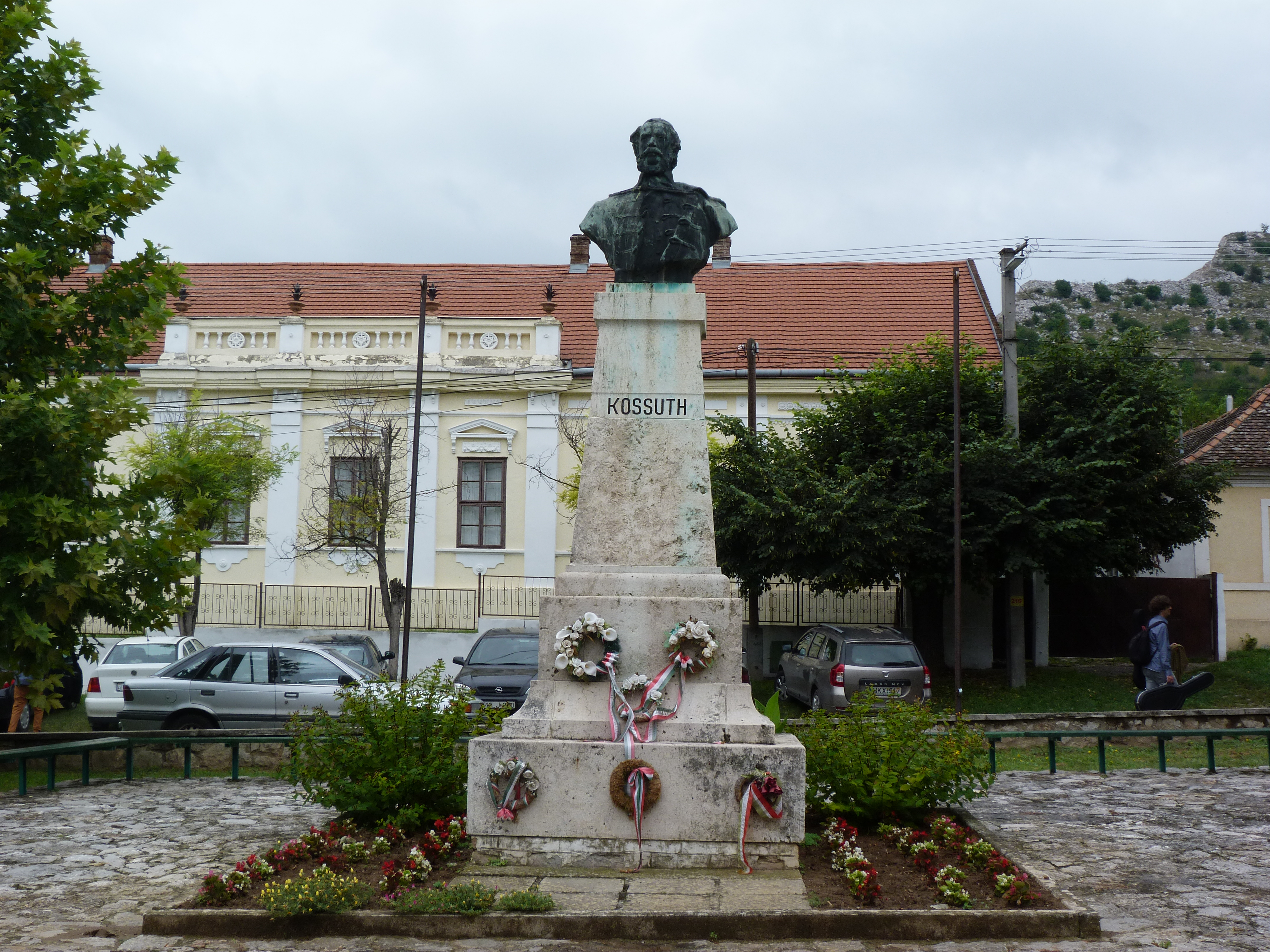
Lajos-Kossuth-Denkmal
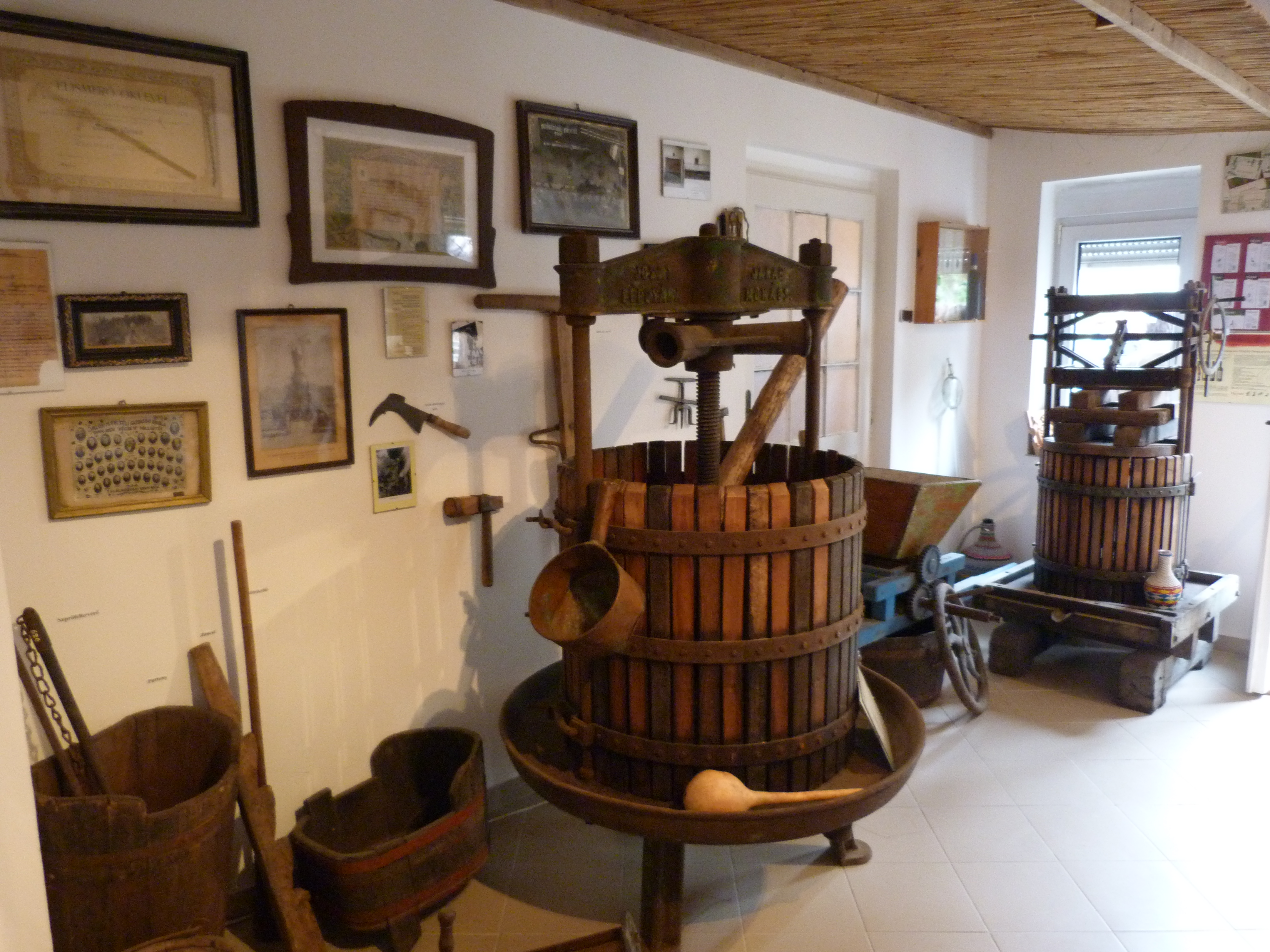
Heimatgeschichtliche Sammlung
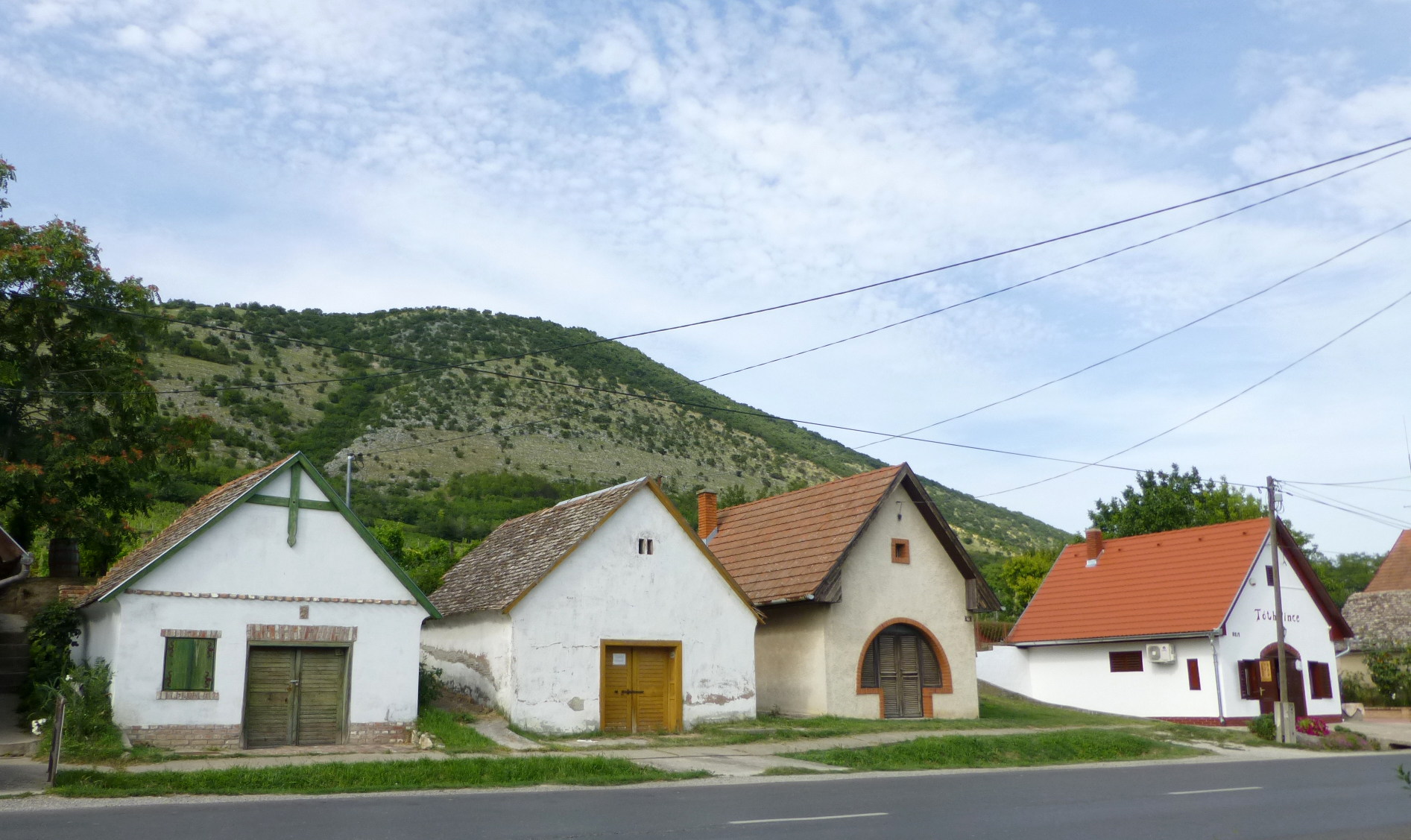
Weinkeller
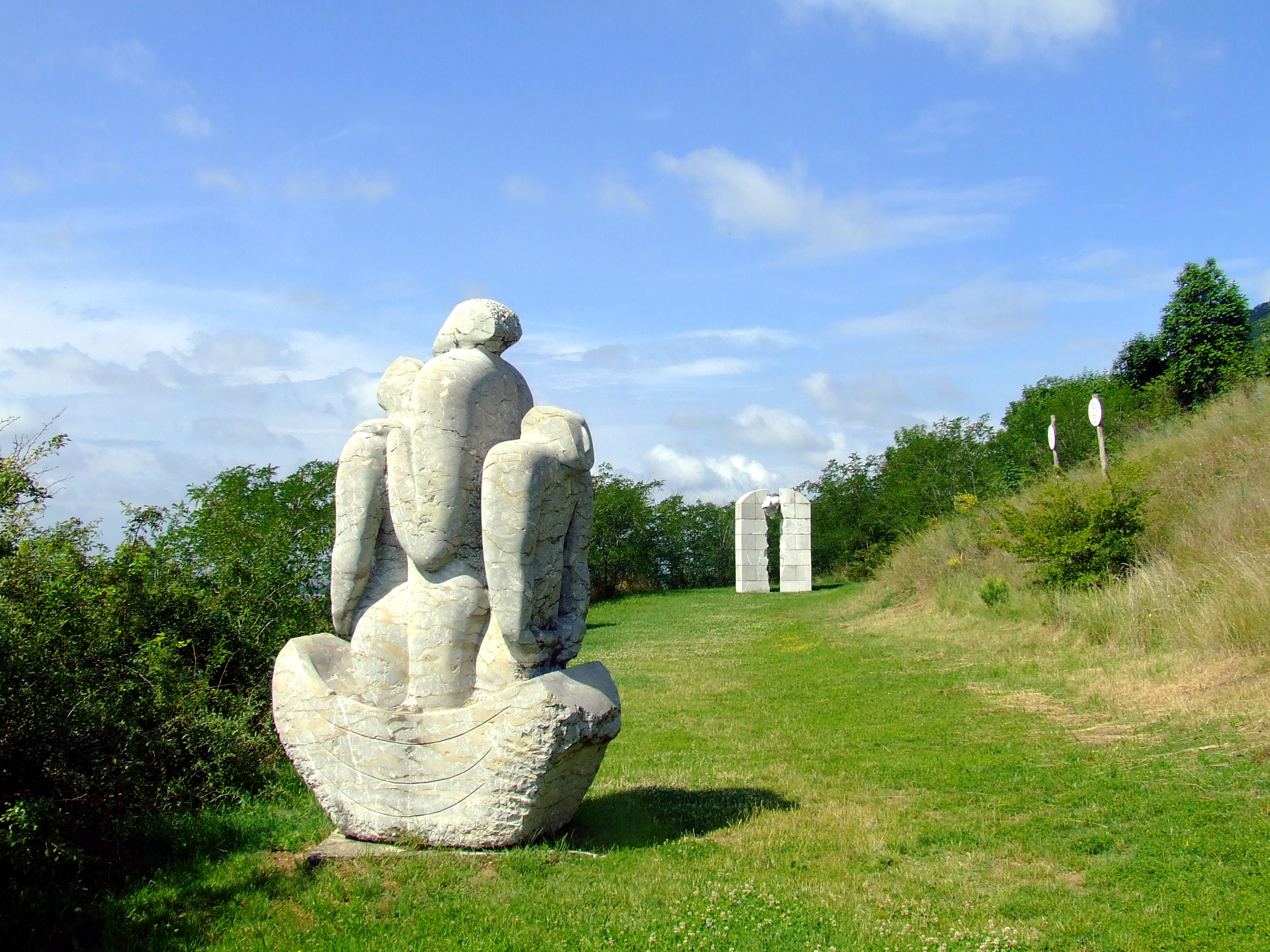
Skulpturenpark
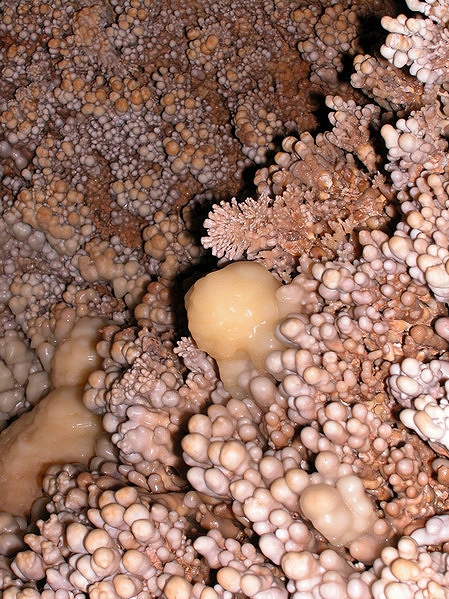
Kristallhöhle

## Verkehr
In Nagyharsány treffen die Landstraßen Nr. 5701 und Nr. 5708 aufeinander. Es bestehen Busverbindungen nach Bóly, Harkány,  Kisharsány, Lippó, Mohács, Pécs, Siklós und nach Villány, wo sich der nächstgelegene Bahnhof befindet.